# Where Did Our Love Go
Where did our love go is een hitsingle van The Supremes, de bekendste meidengroep van platenmaatschappij Motown.

## Geschiedenis
Het was de eerste single voor de groep die de top-10 haalde en de eerste die het zelfs tot nummer 1 bracht. Where did our love go was het begin van een reeks van vijf nummer 1-hits na elkaar: Baby love, Come see about me, Stop! In the name of love en Back in my arms again. De reeks werd gestopt door de #11 hit Nothing but heartaches.
Het nummer werd geschreven door Holland-Dozier-Holland, op dat moment de succesvolste liedsjesschrijvers van Motown. Eigenlijk was het bestemd voor The Marvelettes, een andere Motowngroep. Zij vonden het nummer echter niet volwassen genoeg en daarom werd het nummer aangeboden aan The Supremes. Achteraf hadden The Marvelettes spijt van hun eigen afwijzing, want hun verstandhouding met Diana Ross, leadzangeres van The Supremes, was niet goed. Het bleek ook een grote fout te zijn, want The Supremes haalden ermee de #1 positie. Doordat het nummer eigenlijk voor Gladys Horton van The Marvelettes, was geschreven, was de toonhoogte voor Diana Ross aan de lage kant. Motowndirecteur Berry Gordy vond echter dat het nummer wel potentie had en daarom werd er niets meer aan veranderd.
Centraal in de ritmesectie staan voetstappen, geproduceerd door Mike Valvano. Het bleek succes te hebben en werd daarom ook gebruikt op de eerste twee toekomstige nummer 1-hits, Baby love en Come see about me.
Tijdens de release van de single toerden The Supremes mee met de show van Dick Clark, Caravan Of Stars. Aan het begin van de tour traden The Supremes als eersten op. Aan het einde waren ze de slotact. Dit kwam door het succes van Where did our love go, dat op de poplijst klom tijdens de tour.

## Andere versies
- Er bestaat ook een Duitstalige versie van het nummer, eveneens gezongen door The Supremes, om de markten te bereiken van Duitssprekende landen als Duitsland, Oostenrijk en Zwitserland.
- Andere versies van het nummer maakten Donnie Elbert en The J. Geils Band (live).
- In de live-uitvoering van de Four Tops van hun nummer 1-hit I Can't Help Myself wordt de tekst van Where did our love go geciteerd.
- De 12 inch uitvoering van de hitsingle "Tainted love" van de Britse Synthpop band Soft Cell, bevat een soort mash-up tussen "Where did our love go" en "Tainted love".

## Bezetting
- Lead: Diana Ross
- Achtergrondzangeressen: Mary Wilson en Florence Ballard
- Instrumentatie: The Funk Brothers
- Schrijvers: Holland-Dozier-Holland
- Productie: Brian Holland en Lamont Dozier
- Voetstappen: Mike Valvano

## Hitnotering
| Where did our love go      | Where did our love go | Where did our love go | Where did our love go | Where did our love go | Where did our love go | Where did our love go | Where did our love go | Where did our love go | Where did our love go | Where did our love go |
| Hitlijst                   | Datum van binnenkomst | Week:                 | 1                     | 2                     | 3                     | 4                     | 5                     | 6                     | 7                     | Laatste notering      |
| -------------------------- | --------------------- | --------------------- | --------------------- | --------------------- | --------------------- | --------------------- | --------------------- | --------------------- | --------------------- | --------------------- |
| Tijd voor Teenagers Top 10 | 10-10-1964            | Positie:              | 9                     | 6                     | 6                     | 6                     | 8                     | 4                     | 6                     | 21-11-1964            |
| Nederlandse Top 40         | 02-01-1965            | Positie:              | 23                    | 16                    | 21                    | 40                    |                       |                       |                       | 23-01-1965            |

## NPO Radio 2 Top 2000
Where Did Our Love Go stond alleen in 1999 in de NPO Radio 2 Top 2000, op plek 1831.